# 补充住房公积金
补充住房公积金，是中华人民共和国天津市和上海市等极少数地区的一项福利政策，但在执行中已经成为面向公务员、事业单位工作人员等特定群体的福利政策，事实上一般民众在被排除在外。

## 天津市补充住房公积金
1999年6月25日，天津市人民政府关于印发《天津市进一步深化城镇住房制度改革实施办法（津政发[1999]38号）》规定有条件的单位可以缴纳补充住房公积金。2018年6月28日，天津市国土房管局、天津市财政局下发的《关于调整2018年补充住房公积金缴存额的通知》显示，天津市的企业、事业单位可将职工补充住房公积金缴存基数调整为2017年职工个人月均工资总额；补充住房公积金缴存比例低于30%的，可根据条件调整缴存比例，但最高不超过30%。

## 上海市补充住房公积金
2018年4月1日起施行的《上海市住房公积金缴存管理办法》规定，依法缴存住房公积金的单位，可以为其在职职工缴存补充住房公积金，缴存比例各为0%至5%。